# Ralf Veith

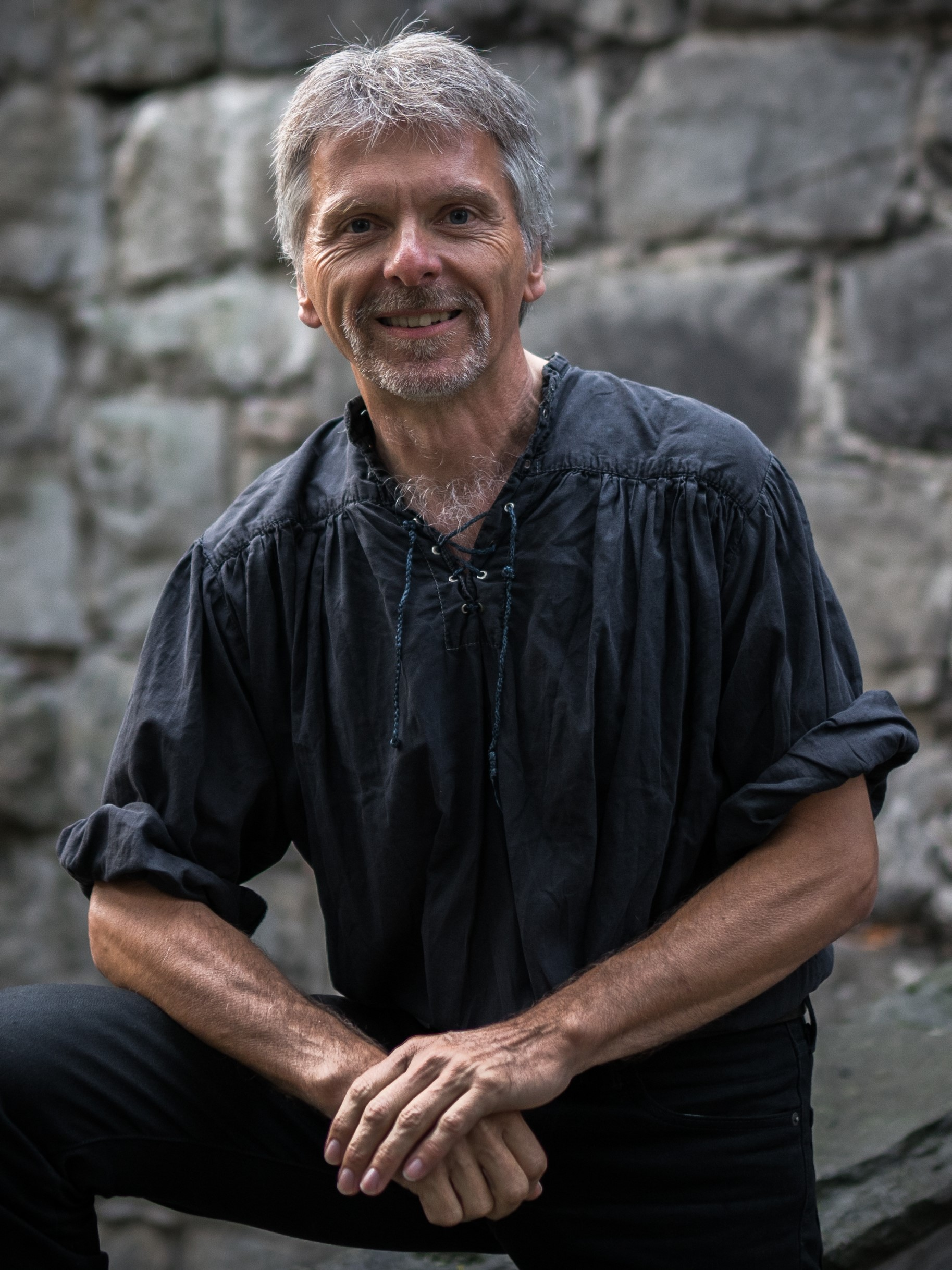
Ralf Veith 2021

Ralf Veith (* 1962 in Dinslaken) ist ein deutsch- und englischsprachiger Songschreiber, Musiker, Kinderlieder- und Buchautor und Psychologe. Er lebt seit Geburt überwiegend am Niederrhein.

## Leben
Musikalisch tritt Veith 1978 erstmalig mit der damaligen Folk-Band "Mumpitz" (u. a. mit R. Dunkel) in Erscheinung, die im Jahre 1979 ihre erste LP "Seifenblasen" veröffentlichte. In den Folgejahren folgten mehrere Konzerte, Kompositionen und Veröffentlichungen in diversen Formationen aus dem Rock- und Folkrockbereich (Tellena, Zinnober, Rustlin' Grass Band, Gras-Band) sowie Konzerte mit der Coverband "Meet the Beatles" (u. a. mit A. Rosser) und als Kinderliederautor bis Veith dann im Jahre 1991 zur Medieval-Folk-Rock-Band Galahad stieß, der er seitdem angehört.
Unter der Formation Motionmania erschienen von Veith seit 1992 mehrere Alben aus dem Genre der elektronischen Instrumentalmusik, zusammen mit dem Duisburger Musiker und Komponist Erich Schauder.
Neben Aktivitäten als Studiomusiker ist Veith für verschiedensten Auftragskompositionen aus den Bereichen Musical, Entspannungsmusik, Rock und Pop, Folk-Rock ("Die Sargnägel") verantwortlich. Zudem ist er als Komponist und Arrangeur für den in der Pfalz beheimateten Liedermacher Rüdiger Dunkel tätig, mit dem bislange 5 Studioalben entstanden.
Veröffentlichung von Ralf Veith sind auf einer Vielzahl von Compilation zu finden (u. a. BMG, Sony, ZYX).
Neben dem musikalischen Schaffen erschienen seit dem Jahr 2017 bisher auch Buchveröffentlichungen unter eigenem Namen als Sachbuchautor und der Belletristik (Fantasy & Science-Fiction).

## Diskografie
- 1979: "Seifenblasen" mit der Band Mumpitz
- 1984: "CBR-frischungen" mit der Band Tellena
- 1984: "CBR-Querschnitt" mit der Band Rustlin' Grass Band
- 1992: "Esc-Rave" mit der Formation Motionmania
- 1993: "Borderline" mit der Formation Motionmania
- 1994: "Human" mit der Formation Motionmania
- 1995: "Dragons, Knights and Virgins" mit der Band Galahad
- 1997: "The Return of the Piper" mit der Band Galahad
- 1997: "Perspective" mit der Formation Motionmania
- 2000: "Myrddin" mit der Band Galahad
- 2003: "Storyteller’s Dance" mit der Band Galahad
- 2006: "Ladhivan" mit der Band Galahad
- 2006: "Interstellar Transmissions" mit der Formation Motionmania
- 2009: "Atemklänge" – Atmosana
- 2011: "Incredibile" mit der Band Galahad
- 2014: "Season’s Greetings" mit der Band Galahad
- 2015: "Seelenreise" mit Rüdiger Dunkel
- 2016: "Spiegelblicke" mit Rüdiger Dunkel
- 2018: "...noch einmal diesen Augenblick" mit Rüdiger Dunkel
- 2019: "Jheronimus" mit der Band Galahad
- 2019: "Book of Ahrp" mit der Formation Motionmania
- 2021: "Nenn' es einfach Glück" mit Rüdiger Dunkel
- 2021: "Ars Vivendi" mit Die Sargnägel
- 2024: "LebensLiebesLieder" mit Rüdiger Dunkel

## Auszeichnungen
- 2007: „Deutscher Rock- und Pop Preis“ mit der Band Galahad
- 2014: „Deutscher Rock- und Pop Preis“, mit der Band Galahad
- 2020: „Deutscher Rock- und Pop Preis“, mit der Band Galahad
- 2021: „Deutscher Rock- und Pop Preis“, mit der Band Die Sargnägel[8]

## Buchveröffentlichungen
- 2017: Vertrauen-Schuld-Angst (epub, ISBN 978-3-7467-7876-1)[9]
- 2020: Smell (epub, ISBN 978-3-7531-0311-2)[10]